# A lyke-wake
A lyke-wake is een compositie van Arnold Bax.
Deze lijkwade is een toonzetting van een anoniem gedicht Lyke-Wake Dirge uit Noord-Engeland/Schotland. Bax dateerde het lied voor zangstem en piano 25 januari 1908. Er zijn geen gegevens bekend omtrent een eventuele uitvoering destijds. Vermoedelijk meer dan dertig jaar later orkestreerde Bax, maar dat jaar is vastgesteld aan de hand van zijn "handschrift" in de jaren dertig. Ook daarvan is geen uitvoering bekend, noch is het destijds uitgegeven. In de jaren tachtig kwam het tot een uitvoering, maar dan in het kader van een lezing van muziekonderzoeker naar Bax Lewis Foreman. Hij op zijn beurt verzorgde de tekst van de Chandosuitgave uit 1988. Die uitvoering vormde dan op haar beurt weer de basis voor het onderzoek van Graham Parlett naar de chronologie van de werken van Bax.
Een bekendere toonzetting volgde in 1943 door Benjamin Britten in zijn Serenade voor tenor, hoorn en strijkers. Ook Igor Stravinsky gebruikte de tekst en wel in zijn Cantata. 